# بازیل نیکیتین
بازیل نیکیتین (۱۸۸۵، سوسنوویتس، لهستان-۱۹۶۰، پاریس، فرانسه) دیپلمات و شرق‌شناس روسی بود.
نیکیتین در سال ۱۸۸۵ از پدری روس و مادری لهستانی چشم به جهان گشود. او به دانشکده مطالعات شرقی سن‌پترزبورگ رفت و همچنین در دانشکده لازاروف مسکو زبان‌های عربی، فارسی، و فرانسه را فراگرفت. نیکیتین مدتی نیز به عنوان کنسول در ایران خدمت کرد.

## آثار
1. کتاب دستور مکالمه به زبان کردی-روسی (۱۹۱۵ش)، ارومیه: چاپخانه لازاریست‌ها.
2. نظامی کردی –روسی (۱۹۱۶ش)، ارومیه: چاپخانه لازاریست‌ها.
3. گفتاری چند دربارهٔ کردان (۱۹۱۷ش)، ارومیه، چاپخانه لازاریست‌ها.
4. مقاله تتبعات ایران‌شناسی و کردشناسی در شوروی (۱۳۳۶ ش)، مجله یغما، شماره ۶
5. قصه سوتو و تاتو، با همکاری سون به زبان انگلیسی.
6. داستان‌های کردی، شامل سه داستان به لهجه بادینی به نام‌های: ۱-مام زرگو ۲- شیخ سلیمان پی به زنگل ۳- میری حکاریان و مزگینیا ته یری به هاری، به زبان انگلیسی.
7. کردان موصل، مجله کراکوری لهستان، به زبان لهستانی.
8. مسئله کرد از دیدگاه یک خارجی (۱۹۳۴).
9. ایرانی که من شناخته‌ام.
10. بررسی‌هایی دربارهٔ کردان (۱۹۲۱).
11. کردان و مسیحیت (۱۹۲۲).
12. موضوع افسانه، نسخه بدل‌های آن در زبان‌های کردی و فارسی (۱۹۲۲).
13. والی اردلان (۱۹۲۲).
14. عقاید مذهبی نزد کردان (۱۹۲۳).
15. حیات داخلی کرد (۱۹۲۳).
16. رساله نظام ملوک‌الطوایفی کردی (۱۹۲۵).
17. کردها از خود نقل می‌کنند (۱۹۲۵).
18. چند افسانه کردی دربارهٔ جانوران (۱۹۲۹).
19. تقریظ کرد از تسنن (۱۹۳۳).
20. یاداشت‌هایی دربارهٔ کرد (۱۹۳۳).
21. شبکه راه‌های کردستان (۱۹۳۵).
22. کردشناسی به چه گفته می‌شود (۱۹۳۶).
23. اسماعیل چول (۱۹۳۷)، گزارشی از ایزدی قدیم و حادث.
24. عنصر کرد در موقعیت بین‌المللی خاورمیانه (۱۹۴۰).
25. جمع با حرف –ت (۱۹۴۴).
26. مسئله کرد (۱۹۴۶).
27. نظم غنایی کرد (۱۹۵۰).
28. کردها (بی تا).
29. موضوعات اورامار، رواندز، شمدینان در دائرةالمعارف اسلامی.
30. موضوعات برادوست، بنی سیف الکراد، بانه، بهلول، بدرخانی‌ها
31. گزارشی از نیکتین دربارهٔ کتاب: کردان و ارمنی‌ها، اثر کریستیف.
32. یک تحقیق تاریخی و اجتماعی دربارهٔ کردان (۱۹۶۲).
33. ترجمه کتاب داستان شفان کرمانج اثر عه ره ب شمه مو به زبان فرانسوی.
34. مطالب مذهبی در متن‌های کردی. اسناد کنگره بین‌المللی تاریخ مذاهب در پاریس (۱۹۲۵).
35. تحقیق در طبقه‌بندی فولکلور به کمک یک فهرست اقتصادی –اجتماعی دربارهٔ بیت مه م و زین، کنگره شانزدهم بین‌الملل مردم‌شناسی در بروکسل (۱۹۳۵).
36. نتایج جنگ جهانی در شمال غرب ایران (۱۹۲۴).
37. تک‌نگاری دربارهٔ شهر مهاباد.